# 马成义
马成义（1937年—？），男，回族，经名优努素，宁夏西吉人，中国泌尿外科专家，曾任宁夏回族自治区卫生厅党组书记、厅长，第六、七、八届全国政协委员。